# Abraham Roth

Abraham Roth

Abraham Roth (* 22. Februar 1823 in Märstetten; † 2. September 1880 in Basel) war ein Schweizer Journalist und Schriftsteller.

## Leben
Abraham Roth wurde als Sohn des Pfarrers Johann David Roth in Märstetten geboren. Er studierte Philosophie, Staatsrecht und Geschichte an der Universität Bonn und der Universität Berlin. Seine Promotion erlangte er in Bern. 1842 wurde er Mitglied des Bonner, 1843 des Berliner Wingolf.
1847 wurde er Redaktor der Thurgauer Zeitung. 1850 war er Mitbegründer, Herausgeber und bis 1864 Redaktor der Schweizer Tageszeitung Der Bund. 1865 war Roth Herausgeber der Sonntagspost und von 1869 bis 1870 Redaktor der Berner Tagespost. Von 1871 bis zu seinem Tod 1880 redigierte er die Zeitung Schweizer Grenzpost und Tagblatt der Stadt Basel.
Er gehörte 1863 zu den Mitbegründern des Schweizer Alpen-Clubs und war Redaktor des SAC-Jahrbuches. Er gilt als Erstbesteiger des Doldenhorns am 30. Juni 1862.

## Werke
- Zustände der Landgrafschaft Thurgau im 16. und 17. Jahrhundert. 1848.
- Ideen zur Wiederherstellung eines soliden Gewerbswesens im Sinne unserer Zeit. 1848.
- Neuenburgische Studien. 1850.
- Gletscherfahrten in den Berner Alpen. 1861.
- Marokkanische Bilder. 1861.
- Bildliche Erinnerungen vom eidgenössischen Truppenzusammenzug im August 1861. 1862.
- Doldenhorn und Weisse Frau: Zum ersten Mal erstiegen und geschildert. 1863.
- Finsteraarhornfahrt. 1863.
- Von der Jungfrau (Berg). 1865.
- Thun und seine Umgebungen. 1873.
- Die Bern-Luzerner Bahn. 1875.
- Glion: eine Sommerfrische. 1876.
- Schöne Tage in Glion. 1878.